# 직각자자리 은하단
직각자자리 은하단(直角자자리 銀河團, Norma Cluster)은 직각자자리에 있는 은하단이다. 거대 인력체 중앙 부근에 위치해 있다.

## 같이 보기
- 머리털자리 은하단
- 화로자리 은하단
- 처녀자리 은하단
- 엑스선천문학